# Лаврухин, Николай Васильевич
Никола́й Васи́льевич Лавру́хин (1925—1994, Киев) — украинский государственный и политический деятель, председатель исполнительного комитета Киевского городского совета народных депутатов в 1990 году.

## Биография
Николай Лаврухин родился 25 января 1925 года в станице Митякинской Тарасовского района Ростовской области в крестьянской семье. В 1942 году закончил 9 классов местной средней школы.
Трудовую деятельность начал в марте 1943 года рабочим по ремонту путей на Северо-Донецкой железной дороге. В 1944—1947 годах учился на строительном отделении Ворошиловградского техникума железнодорожного транспорта. По окончании работал в Ворошиловграде десятником, прорабом, начальником производственного отдела, и. о. главного инженера строительно-монтажного управления № 2 треста «Южавтопромстрой».
В 1951—1954 годах учился на Высших инженерных курсах при Киевском инженерно-строительном институте (КИСИ), преподавал в Киевском горном техникуме. После обучения в 1955—1957 годах в аспирантуре при КИСИ был направлен на работу старшим инженером технического управления Министерства строительства УССР, в 1958 году переведён на должность главного специалиста Госстроя УССР. С февраля 1961 года работал главным инженером и с октября 1962 года — управляющим трестом «Стройдеталь» Главкиевгорстроя.
В октябре 1963 года Лаврухин назначен заведующим отделом строительства и городского хозяйства Киевского промышленного обкома КП Украины, в 1964 году утверждён на должности заведующего отделом строительства Киевского обкома партии.
С июля 1970 года — первый заместитель председателя исполкома Киевского городского Совета (депутатов трудящихся) народных депутатов, с 17 января по 29 декабря 1990 года — председатель исполкома Киевского городского Совета народных депутатов.
Избирался депутатом Верховного Совета УССР 10—11 созывов (1980—1990). Награждён орденом Октябрьской Революции, двумя орденами Трудового Красного Знамени, двумя орденами «Знак Почёта». Заслуженный строитель УССР.
Умер в 1994 году в Киеве, похоронен на Байковом кладбище.

## Память
- Именем Лаврухина названа улица на Вигуровщине-Троещине.
- По ул. Николая Лаврухина, 7 установлен памятный знак.